# 哈里森·施密特
哈里森·哈甘·“杰克”·施密特博士（英語：Dr. Harrison Hagan "Jack" Schmitt，1935年7月3日—）是一位美国地质学家、太空人，并曾是新墨西哥州美国联邦参议员。他是第十二个踏上月球的人。

## 早期生涯
施密特出生在美国新墨西哥州的桑塔丽塔（Santa Rita）, 在附近的银城（Silver City）长大。1957年毕业于加州理工学院科学系，然后在挪威奥斯陆大学进修了一年地质学。1964年获得哈佛大学地质学博士。

## 宇航员生涯

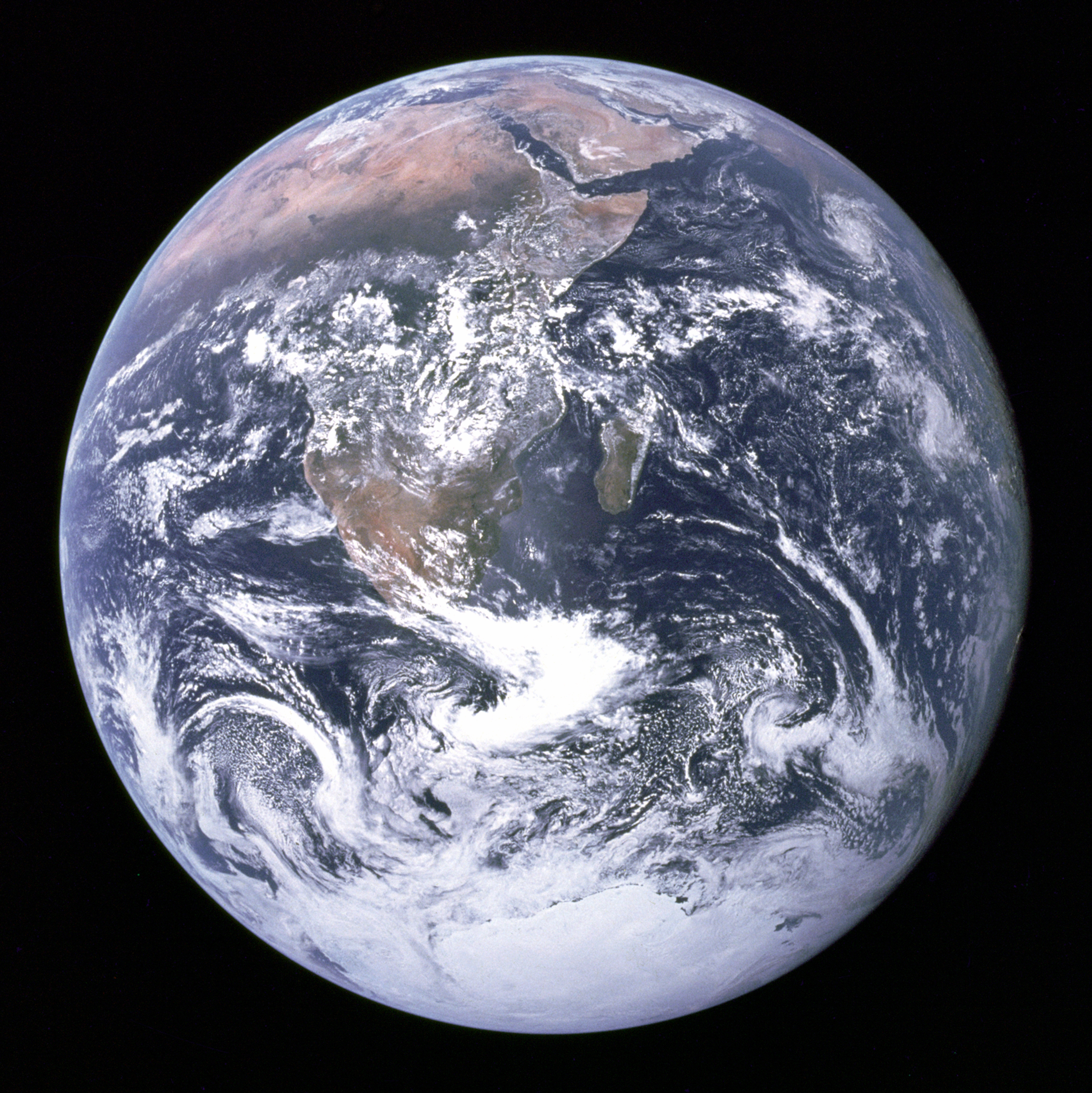
蓝色玛瑙是阿波罗17号在前往月球的途中拍摄的地球照片，很可能是施密特拍摄的。

在1965年6月被美国国家航空航天局（NASA）选择为第一组科学家宇航员之前，施密特曾在亚利桑那州弗拉格斯塔夫（Flagstaff, Arizona）的美国地质调查太空地质学中心（U.S. Geological Survey's Astrogeology Center）工作，研究阿波罗宇航员们可以使用的地质学勘探技巧。在被选为宇航员之后，施密特在宇航员的训练过程中扮演了重要角色，培养他们在月球轨道时能够以地质学家的眼光描述月球表面，在登月之后能够准确地选择月表标本。在每次登月任务之后，他还参与了采集标本的检查和评估，帮助登月宇航员完成任务报告中的科学部分。

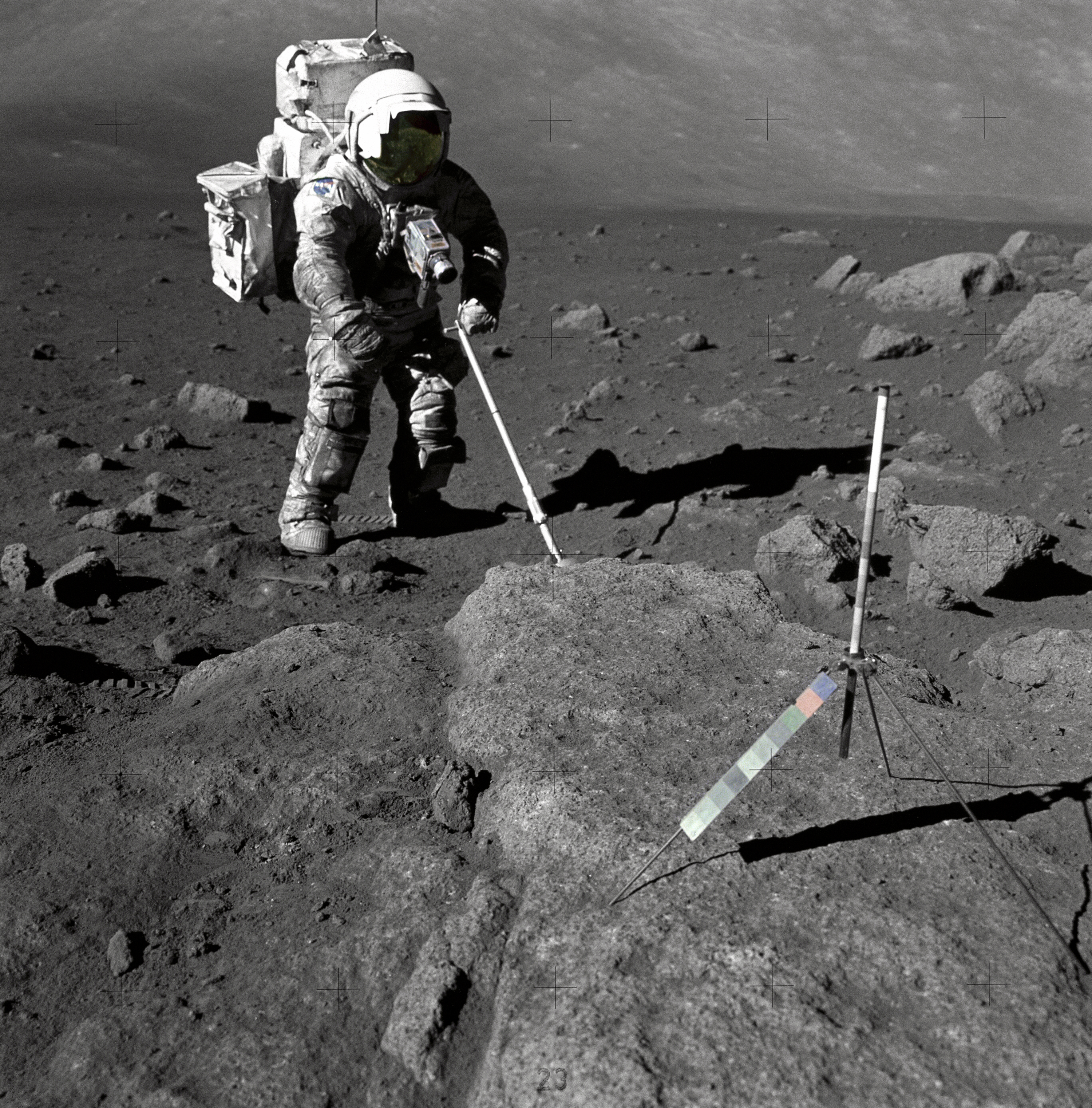
执行阿波罗17号任务时哈里森·施密特收集月球标本

由于施密特是众多宇航员中唯一的地质学家，也由于长期训练其他宇航员并对指令舱和登月舱的操作变得精通，1970年3月施密特成为首位获得任务的科学家-宇航员也就变得顺理成章。他和理查德·戈尔登(指令长)与文斯·布兰德(指令舱驾驶员)一道担任了阿波罗15号的替补团队任务，也很有可能担任阿波罗18号的登月舱驾驶员。1970年9月，在阿波罗18号被取消之后，很多人期待施密特能够执行最后一次阿波罗任务，阿波罗17号。1971年8月，施密特被选择执行阿波罗17号任务。在执行阿波罗17号时，施密特很可能拍摄了一张名为《蓝色玛瑙》的地球照片，之后成为了有史以来传播最广泛的照片之一（把这张照片归功于全部三位宇航员，但施密特声称是他独自拍摄的）。在阿波罗17号完成之后，施密特参与了整理阿波罗月球地质学成果的工作，并担任了组织能源计划办公室的任务。

## 后NASA生涯
1975年8月，施密特从辞职，参加共和党新墨西哥州选区的参议员竞选。施密特以57%对42%的支持率赢得了两任民主党对手约瑟夫·蒙托亚（Joseph Montoya）。施密特任职一期，还是共和党科学技术以及航天小组委员会的一员。1982年寻求连任时，施密特被杰夫·宾格曼（Jeff Bingaman）击败，其后他一直是一个商业、地质学、太空、国家政策顾问。1984年，施密特因其在地球科学上的贡献获得彭罗斯地质奖（Penrose Medal）。

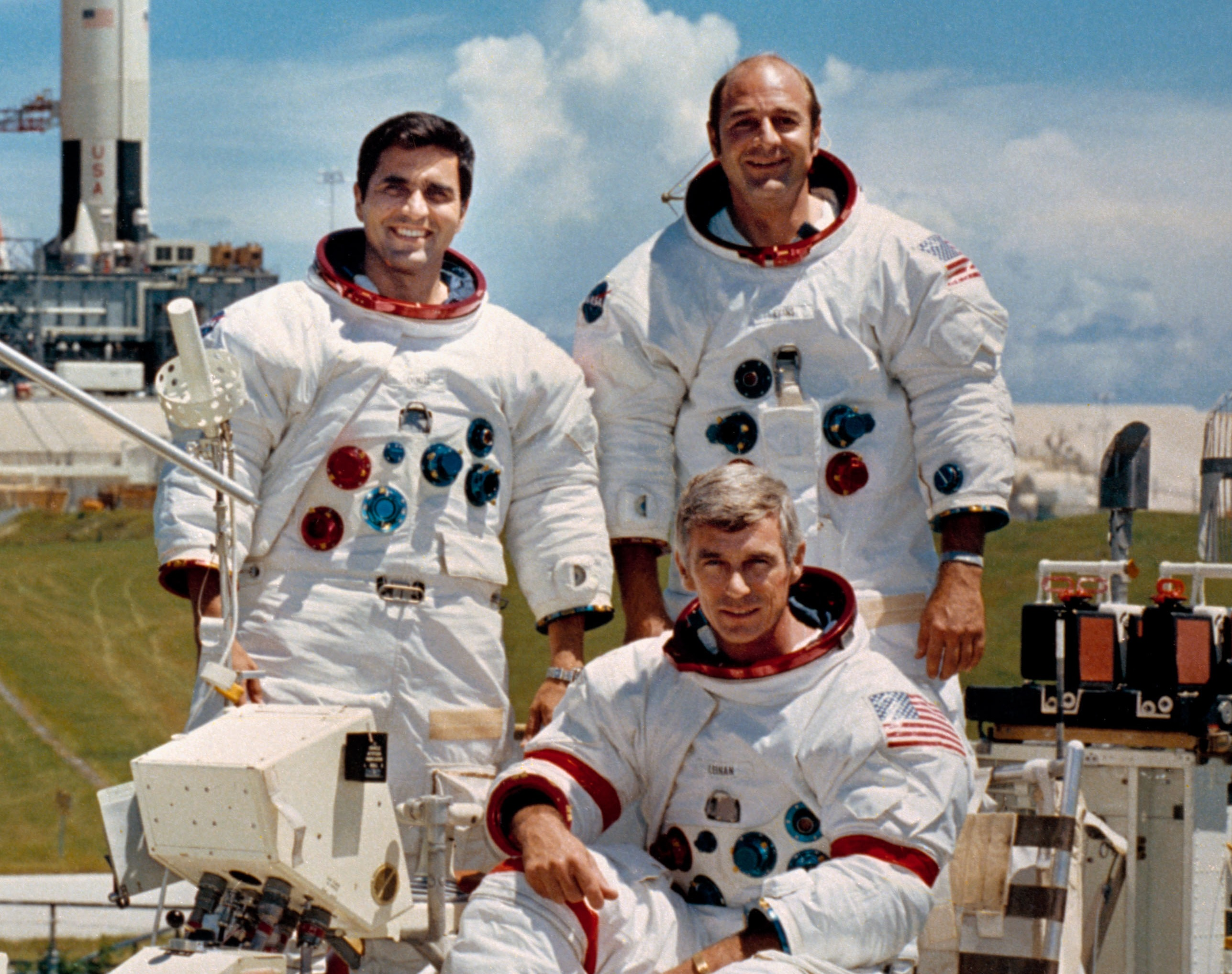
哈里森·“杰克”·施密特（左）与尤金·塞尔南（坐）和罗纳德·埃万斯（右）合影

施密特目前住在新墨西哥州的银城，每年夏季都在他北明尼苏达州的小木屋中度假。

## 荧屏上的施密特
在1998年的连续短剧《从地球到月球》中，施密特由汤姆·阿曼德斯扮演。

## 多媒体
| 视频圖示                     | 施密特跌倒 阿波罗17号任务中施密特在月球表面跌倒 · 施密特唱歌 施密特在月球执行任务时唱歌(阿波罗17号) · \| 無法正常觀看？请参见媒体帮助 \| |
| 無法正常觀看？请参见媒体帮助 | |